# Jozef Gilis
Jozef Gilis (Diest, 10 december 1908 - 3 september 1962) was een Belgisch senator.

## Levensloop
Gilis was gemeenteraadslid (1946) en schepen (1947-1958) van Diest.
Hij was BSP-senator van 1950 tot aan zijn dood:
- provinciaal senator voor Brabant (1950-1954);
- senator voor het arrondissement Leuven (1954-1961);
- provinciaal senator voor Brabant (1961-1962).